# Frank Haller
Frank Bee Haller (San Francisco, California, 6 de enero de 1883–San Luis, Misuri, 30 de abril de 1939)  fue un boxeador estadounidense. Obtuvo una medalla de plata en la categoría de peso pluma durante los Juegos Olímpicos de San Luis 1904. Antes del combate decisivo, frente a Oliver Kirk, logró una victoria sobre Fred Gilmore.